# 謝拉庫夫

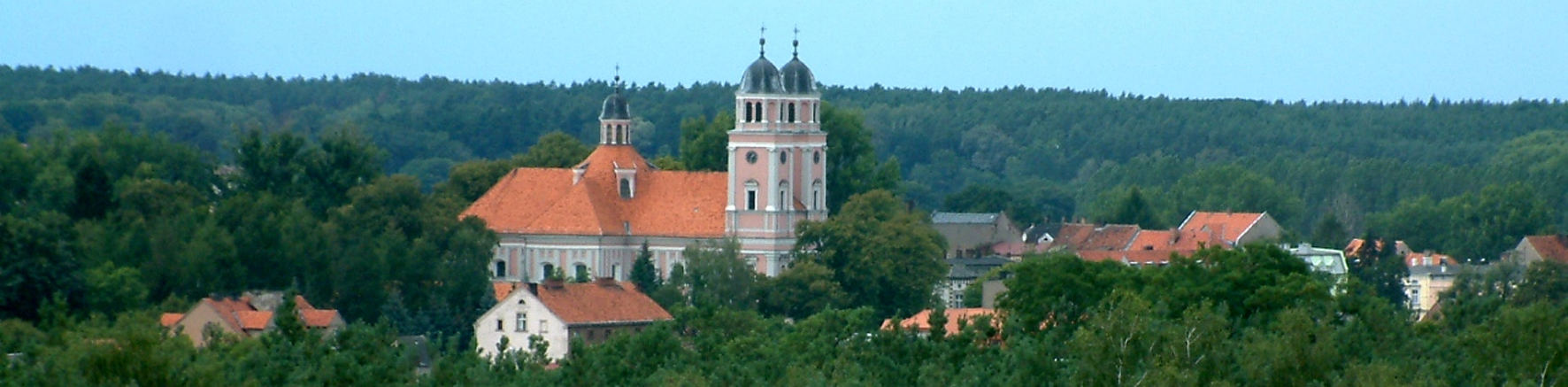

謝拉庫夫是波蘭的城鎮，位於該國西北部瓦爾塔河畔，由大波蘭省負責管轄，始建於十三世紀，面積14.1平方公里，海拔高度31米，2006年人口5,994。

## 外部連結
- Sierakow official web page (in Polish)（页面存档备份，存于）
- Parish of Sierakow official web page (in Polish)（页面存档备份，存于）
- TKKF
- Discussion forum（页面存档备份，存于）
- Map via mapa.szukacz.pl（页面存档备份，存于）
- WartaGlass
- Glass Work Majchrzak

52°39′03″N 16°04′48″E / 52.65083°N 16.08000°E